# Bank of the West Classic 2017
Il Bank of the West Classic 2017 è stato un torneo di tennis giocato sul cemento. È stata la 47ª edizione del Bank of the West Classic, che fa parte della categoria Premier nell'ambito del WTA Tour 2017. Si è giocato al Taube Tennis Center di Stanford, in California, dal 31 luglio al 6 agosto 2017.

## Partecipanti

### Teste di serie
| Nazionalità | Giocatrice               | Ranking* | Testa di serie |
| ----------- | ------------------------ | -------- | -------------- |
| Spagna      | Garbiñe Muguruza         | 4        | 1              |
| Rep. Ceca   | Petra Kvitová            | 14       | 2              |
| Stati Uniti | Madison Keys             | 16       | 3              |
| Russia      | Anastasija Pavljučenkova | 18       | 4              |
| Croazia     | Ana Konjuh               | 21       | 5              |
| Stati Uniti | Coco Vandeweghe          | 23       | 6              |
| Ucraina     | Lesja Curenko            | 31       | 7              |
| Stati Uniti | Catherine Bellis         | 43       | 8              |

* Ranking al 24 luglio 2017.

### Altre partecipanti
Le seguenti giocatrici hanno ricevuto una wild card per il tabellone principale:
- Viktoryja Azaranka (ritirata)
- Petra Kvitová
- Claire Liu
- Marija Šarapova

La seguente giocatrice è entrata in tabellone con il ranking protetto:
- Ajla Tomljanović

Le seguenti giocatrici sono passate dalle qualificazioni:

- Verónica Cepede Royg
- Caroline Dolehide
- Marina Eraković
- Danielle Lao

## Campionesse

### Singolare
Madison Keys ha sconfitto in finale  Coco Vandeweghe con il punteggio di 7–6(4), 6–4.
- È il terzo titolo in carriera per Keys, primo della stagione.

### Doppio
Abigail Spears /  Coco Vandeweghe hanno sconfitto in finale  Alizé Cornet /  Alicja Rosolska con il punteggio di 6–2, 6–3.